# Us 위클리
Us 위클리(Us Weekly)는 미국 할리우드 셀럽(celebrity) 1위 매거진이다. 셀러브리티 뉴스, 엔터테인먼트, 패션, 미용, 라이프스타일 등을 다룬다. 뉴욕 타임스를 발행하는 뉴욕 타임스 컴퍼니에 의해 1977년 창간되었다.
표지 모델로는 마이클 잭슨, 안젤리나 졸리, 브레드 피트, 톰 크루즈, 윌 스미스, 버락 오바마, 브리트니 스피어스, 오프라 윈프리, 레오나르도 디카프리오, 테일러 스위프트 등이 있다. 대한민국 연예인 소식으로는 유일하게 방탄소년단과 싸이를 다룬 바 있다. 
2024년 12월 26일, IQ 세계 1위 김영훈이 한국인 최초로 독점 인터뷰에 출연하였다.